# Gwiazdozbiór Cyrkla
Cyrkiel (łac. Circinus, dop. Circini, skrót Cir) – mały, 85. co do wielkości, blady gwiazdozbiór nieba południowego, głęboko zanurzony w południową Drogę Mleczną, pomiędzy Centaurem a Trójkątem Południowym. Jest to czwarta z najmniejszych konstelacji na całym niebie, zajmuje tylko 93 stopnie kwadratowe. Niewidoczny w Polsce. Liczba gwiazd dostrzegalnych nieuzbrojonym okiem: około 20.

## Pochodzenie nazwy
Ten gwiazdozbiór, jak wiele wymyślonych przez francuskiego astronoma, kartografa i duchownego Nicolasa-Louisa de Lacaille'a nie był znany w starożytności na terenie Europy. Nazwany w 1756 roku przez francuskiego astronoma z powodu podobieństwa do cyrkla mierniczego, niezwykle ważnego narzędzia, którym posługiwali się nawigatorzy i kartografowie. Wypełnił lukę na niebie między łapami Centaura a Węgielnicą i Trójkątem Południowym. Tym samym, nawiązując do tradycji żeglarskiej, dodał na mapę nieba kolejny instrument istotny w nawigacji morskiej. Oryginalna francuska nazwa konstelacji nadana przez Lacaille'a to le Compas, ale nie należy jej mylić z innym gwiazdozbiorem Kompasu (łac. Pyxis).

## Najjaśniejsze gwiazdy
W obrębie Cyrkla znajdują się zaledwie cztery gwiazdy jaśniejsze niż 5m. 
Trzy główne gwiazdy Cyrkla tworzą długi wąski trójkąt równoramienny, który wygląda jak niemal złożony cyrkiel, nieco na wschód od Alfa Centaura. Alfa Cyrkla jest najjaśniejszą gwiazdą konstelacji, która przy tym ma bardzo dziwne widmo. 
- α Cir – gwiazda podwójna o jasności składników 3,18 i 8,8m, odległa o 53 lata świetlne. Spektrum gwiazdy jest wzbogacone liniami absorpcyjnymi ciężkich pierwiastków: strontu, europu i chromu.[1]
- β Cir – druga co do jasności, oddalona o 97 lat świetlnych, jest karłem typu A3 o jasności 4,07m
- γ Cir – trzecia, która w istocie jest układem potrójnym gwiazd: składnik A układu jest świecącym na niebiesko układem spektroskopowo podwójnym. W odległości około 0,9 sekundy łuku od składnika A znajduje się świecący żółtym blaskiem składnik B[2].
- AX Cir – gwiazda zmienna, cefeida

## Obiekty niegwiazdowe
Cyrkiel jest głęboko zanurzony w Drodze Mlecznej, ale mimo to ma niewiele dobrych obiektów do obserwacji przez teleskop. Wynika to z faktu, że grube chmury gazu i pyłu zasłaniają to, co można by zobaczyć. 
- Na uwagę zasługuje gromada otwarta NGC 5823, która zawiera ok. 100 gwiazd i znajduje się w odległości 4100 lat świetlnych.
- Zainteresowaniem obserwatorów cieszy się jasna mgławica planetarna NGC 5315, leżąca blisko zachodniej granicy z Muchą. Przy dużym powiększeniu teleskop pokaże mały jasny dysk o niebieskim zabarwieniu, zawieszony w bogatym polu gwiazd[1]. Została odkryta 4 maja 1883 roku przez angielskiego astronoma Ralpha Copelanda, twórcę obserwatorium w Edynburgu[2]
- Ponad sześć średnic Księżyca na zachód od Alfy Cyrkla znajduje się galaktyka znana pod nazwą Galaktyka Cyrkla (Karzeł Cyrkla lub ESO 97-13), Ta potężna galaktyka spiralna, uważana początkowo za galaktykę karłowatą, jest zasłaniana przez gaz i pył Drogi Mlecznej. Jest to jedna z najbliższych galaktyk, znajduje się w odległości 13 milionów lat świetlnych i najpewniej najbliższa nam galaktyka aktywna[1], i jest niemal trzykrotnie większa niż średnica Księżyca[1].
- W gwiazdozbiorze Cyrkla leży jedno z najjaśniejszych widocznych na niebie źródeł promieniowania rentgenowskiego Circinus X-1. Jest to układ podwójny złożony z gwiazdy neutronowej ściągającej materię z towarzysza będącego zwykłą gwiazdą.